# Milton Claros
Milton Claros Hinojosa (Cochabamba, Bolivia; 14 de diciembre de 1977) es un ingeniero civil, gerente y político boliviano. Fue el ministro de Obras Públicas, Servicios y Viviendas de Bolivia desde el 23 de enero de 2015 hasta el 23 de enero de 2019 durante el tercer gobierno del presidente Evo Morales Ayma. Fue también el principal impulsor del proyecto del tren bioceánico.

## Biografía
Milton Claros nació el 14 de diciembre de 1977 en la ciudad de Cochabamba. Comenzó sus estudios escolares en 1982, saliendo bachiller el año 1994 en su ciudad natal. Continuó con sus estudios profesionales ingresando a la Facultad de Ingeniería de la Universidad Mayor de San Simón (UMSS), titulándose como ingeniero civil de profesión el año 2002. Cabe mencionar que Claros posee un postgrado en gestión ambiental del Instituto Latinoamericano de Ciencias y Fondo Verde en Lima, Perú.
Durante su vida laboral, Claros empezó a trabajar inicialmente como director de obras públicas del municipio de Mizque. Luego fue director de obras públicas en el municipio de Punata. Trabajó en Cochabamba, en el Fondo Nacional de Inversión Productiva y Social (FPS) siendo responsable de la unidad territorial de Pongo.   
Años después, Claros se desempeñó como jefe de evaluación y seguimiento de proyectos del Fondo Nacional de Inversión Productiva y Social (FPS) en el departamento de Cochabamba, pasando luego a ocupar también el mismo cargo pero en el departamento de Oruro. 
Fue también gerente técnico  y de desarrollo del Fondo Nacional de Inversión Productiva y Social (FPS) en el departamento de La Paz. Desde 2013 hasta 2015, se desempeñó como Gerente General de Servicios de Aeropuertos Bolivianos S.A. (SABSA).

## Vida política
El 18 de febrero de 2013, el presidente Evo Morales Ayma nacionalizó la empresa de Servicios de Aeropuertos Bolivianos Sociedad Anónima más conocido como SABSA. Esa misma fecha posesionó a Claros como gerente general de la reciente empresa nacionalizada. 

### Ministro de Obras Públicas de Bolivia (2015-2019)
El 23 de enero de 2015, durante el comienzo de su tercer gobierno, el Presidente de Bolivia Evo Morales Ayma posesionó a Milton Claros como el nuevo ministro de Obras Públicas, Servicios y Viviendas de Bolivia en reemplazo del ministro Vladimir Sánchez Escóbar. 
El 1 de febrero de 2019, Miltón Claros volvió nuevamente al cargo de Gerente General de Servicios de Aeropuertos Bolivianos S.A. (SABSA).